# Monte Verde Paulista
Monte Verde Paulista é um distrito do município brasileiro de Cajobi, no interior do estado de São Paulo.

## História

### Origem
O povoado que deu origem ao distrito se desenvolveu ao redor da estação ferroviária Monte Verde, inaugurada pela Estrada de Ferro São Paulo — Goyaz em 03/1911.

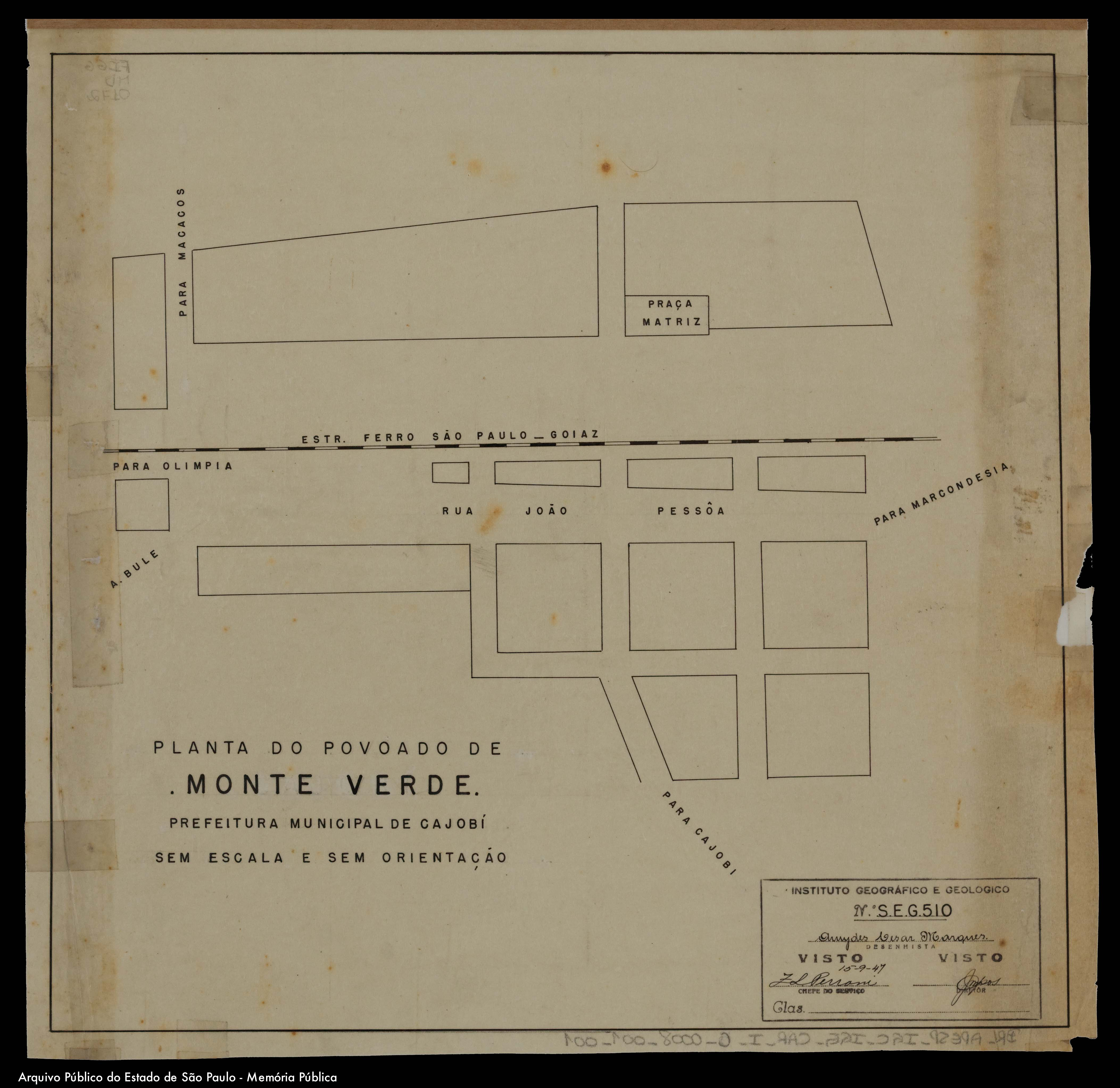
Planta da área urbana original.

### Formação administrativa
- Distrito criado pela Lei n° 2.456 de 30/12/1953, com sede no povoado de Monte Verde e com território desmembrado do distrito da sede do município de Cajobi[4][5].

## Geografia

### Demografia

#### População urbana
| Crescimento população urbana | Crescimento população urbana | Crescimento população urbana | Crescimento população urbana |
| Censo                        | Pop.                         |                              | %±                           |
| ---------------------------- | ---------------------------- | ---------------------------- | ---------------------------- |
| 1960                         | 499                          |                              | —                            |
| 1970                         | 587                          |                              | 17,6%                        |
| 1980                         | 854                          |                              | 45,5%                        |
| 1991                         | 1 124                        |                              | 31,6%                        |
| 2000                         | 1 111                        |                              | −1,2%                        |
| 2010                         | 1 060                        |                              | −4,6%                        |
| Fonte: IBGE e Fundação SEADE |                              |                              |                              |

#### População total
Pelo Censo 2010 (IBGE) a população total do distrito era de 1 203 habitantes.

### Área territorial
A área territorial do distrito é de 22,665 km².

### Rodovias
O acesso à Monte Verde Paulista é feito pela estrada vicinal que liga o distrito à Rodovia Armando de Salles Oliveira (SP-322) e à cidade de Cajobi.

## Serviços públicos

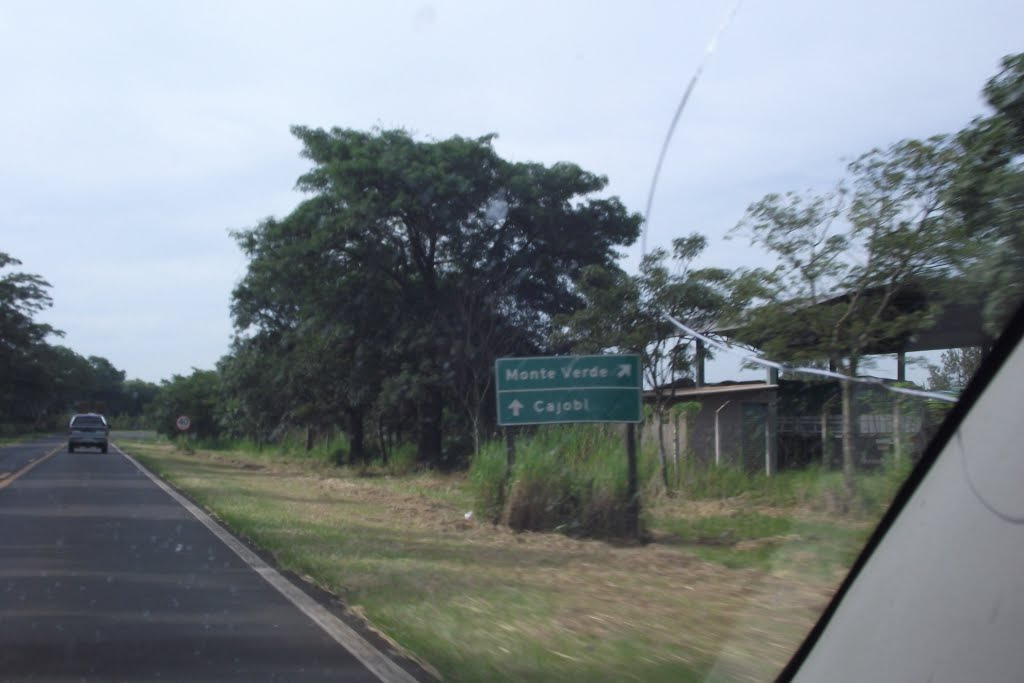
Estrada de acesso ao distrito.

### Registro civil
Atualmente é feito no próprio distrito, pois o Cartório de Registro Civil das Pessoas Naturais ainda continua ativo.

### Saneamento
O serviço de abastecimento de água é feito pelo Serviço Municipal Autônomo de Água e Esgoto (SEMAE). 

### Energia
A responsável pelo abastecimento de energia elétrica é a CPFL Paulista, distribuidora do grupo CPFL Energia.

### Telecomunicações
O distrito era atendido pela Telecomunicações de São Paulo (TELESP) através da central telefônica de Cajobi. Em 1998 esta empresa foi vendida para a Telefônica, que em 2012 adotou a marca Vivo para suas operações.

## Religião
O Cristianismo se faz presente no distrito da seguinte forma:

### Igreja Católica
- A igreja faz parte da Diocese de Barretos[16].

### Igrejas Evangélicas
- Congregação Cristã no Brasil[17].